# Saint-Julien-de-Coppel
Saint-Julien-de-Coppel is een gemeente in het Franse departement Puy-de-Dôme (regio Auvergne-Rhône-Alpes). De plaats maakt deel uit van het arrondissement Clermont-Ferrand. Saint-Julien-de-Coppel telde op 1 januari 2022 1.294 inwoners.

## Geografie
De oppervlakte van Saint-Julien-de-Coppel bedroeg op 1 januari 2022 21,54 vierkante kilometer; de bevolkingsdichtheid was toen 60,1 inwoners per km².

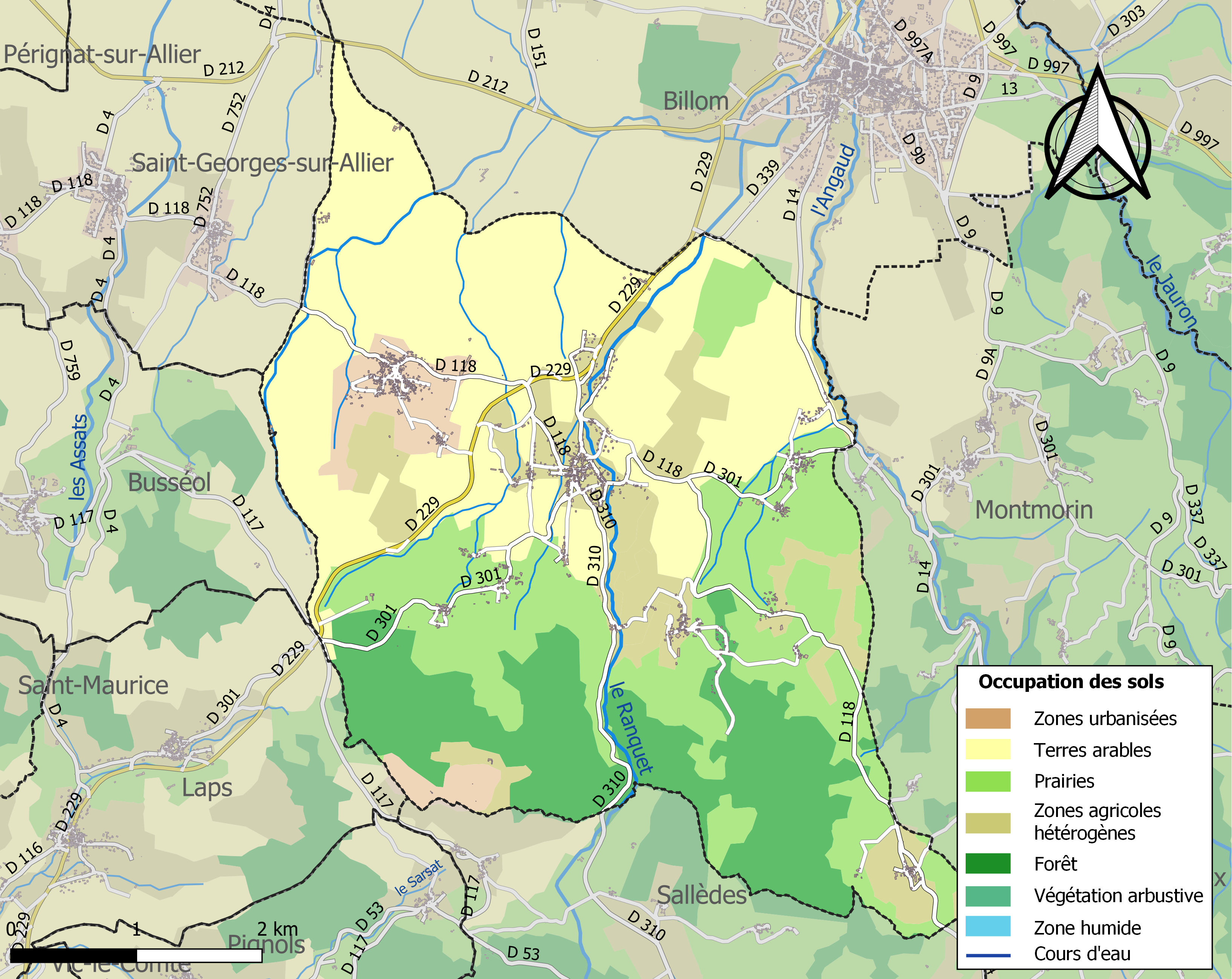
Kaart van de gemeente met belangrijkste infrastructuur, bodemgebruik en omliggende gemeenten

## Demografie
Onderstaande figuur toont het verloop van het inwonertal (bron: INSEE-tellingen).